# Liên đoàn Phụ nữ Quốc tế vì Hòa bình và Tự do
Liên đoàn Phụ nữ Quốc tế vì Hòa bình và Tự do (tiếng Anh: Women's International League for Peace and Freedom, viết tắt là WILPF) được thành lập năm 1915, là tổ chức hoà bình lâu đời nhất của phụ nữ trên thế giới. Đây là một tổ chức phi lợi nhuận, tổ chức phi chính phủ làm việc để "tập hợp các phụ nữ có những quan điểm chính trị khác nhau, nền tảng tôn giáo và triết lý khác nhau để nghiên cứu và cho biết các nguyên nhân gây ra chiến tranh, cùng làm việc cho một nền hòa bình lâu dài" đồng thời hợp nhất các phụ nữ chống đối áp bức và bóc lột trên khắp thế giới. Liên đoàn có các chi nhánh quốc gia National Sections Lưu trữ ngày 10 tháng 6 năm 2010 tại Wayback Machine ở 37 nước.
Trụ sở chính của Liên đoàn nằm ở Genève, Thụy Sĩ và có một văn phòng ở trụ sở Liên Hợp Quốc tại thành phố New York.

## Lập trường
Liên đoàn hình dung một thế giới không có bạo lực, nghèo khó, ô nhiễm và sự thống trị. Liên đoàn đại diện cho bình đẳng của tất cả mọi người trong một thế giới không có phân biệt chủng tộc, phân biệt giới tính và thù ghét đồng tính luyến ái; việc xây dựng một nền hòa bình hữu ích thông qua việc giải trừ quân bị trên thế giới; và việc thay đổi các ưu tiên của chính phủ để đáp ứng nhu cầu của con người. Mục đích và nguyên tắc của Liên đoàn được công bố tại: http://www.wilpfinternational.org/AboutUs/index.htm#aims Lưu trữ ngày 13 tháng 9 năm 2011 tại Wayback Machine.
Các lĩnh vực quan tâm rộng rãi là:
- Giải trừ quân bị, phi quân sự hóa và quản trị tốt
- Sự bền vững môi trường
- Sự công bằng kinh tế toàn cầu

## Lịch sử
Tiền thân của "Liên đoàn Phụ nữ Quốc tế vì Hòa bình và Tự do" là Đảng Hòa bình của Phụ nữ (Woman’s Peace Party, viết tắt là WPP) được thành lập vào tháng 1 năm 1915 tại Washington, DC tại một cuộc họp do Jane Addams và Carrie Chapman Catt triệu tập.
Khoảng 3.000 phụ nữ tham gia đã phê chuẩn một cương lĩnh kêu gọi mở rộng quyền bầu cử cho phụ nữ và cho một hội nghị các quốc gia trung lập để liên tục cung cấp việc trung gian hòa giải như là một cách để kết thúc chiến tranh.
Đảng Hòa bình của Phụ nữ đã gửi các đại diện đến dự một Đại hội Phụ nữ quốc tế vì Hòa bình và Tự do được tổ chức tại Den Haag (Hà Lan) từ ngày ngày 28 tới 30 tháng 4 năm 1915. Đại hội được tổ chức bởi các nhà chủ trương nam nữ bình quyền Anita Augspurg (1857-1943), một nữ luật gia đầu tiên của Đức, và Lida Gustava Heymann (1868-1943) theo lời mời của Aletta Jacobs, nhà yêu chuộng hòa bình, nhà chủ trương nam nữ bình quyền và nhà bênh vực quyền bầu cử của phụ nữ người Hà Lan, để phản đối cuộc Chiến tranh thế giới thứ nhất lúc đó đang hoành hành ở Châu Âu, và để gợi ý các cách để ngăn ngừa chiến tranh trong tương lai. Đại hội có sự tham dự của 1.136 đại biểu từ cả các quốc gia trung lập và không tham chiến, đã thông qua phần lớn cương lĩnh của Đảng và thành lập một Ủy ban Quốc tế Phụ nữ cho nền Hòa bình Thường xuyên (International Committee of Women for Permanent Peace, viết tắt là ICWPP) với Jane Addams làm chủ tịch. Đảng Hòa bình của Phụ nữ đã sớm trở thành phân ban Mỹ của Ủy ban này.
Jane Addams đã gặp Tổng thống Woodrow Wilson và được cho là đã vạch ra một số điểm căn bản chung về hòa bình. Tuy nhiên, tại Đại hội quốc tế lần thứ hai, được tổ chức tại Zürich năm 1919, "Ủy ban Quốc tế Phụ nữ cho nền Hòa bình Thường xuyên" lên án những điều khoản cuối cùng của Hòa ước Versailles kết thúc Chiến tranh thế giới thứ nhất như là một mưu đồ trả thù của các kẻ chiến thắng đối với kẻ bại trận, điều mà có thể gieo mầm cho một cuộc chiến tranh thế giới khác.
"Ủy ban Quốc tế Phụ nữ cho nền Hòa bình Thường xuyên" quyết định làm cho mình thành thường trực và đổi tên thành Liên đoàn Phụ nữ Quốc tế vì Hòa bình và Tự do (Women's International League for Peace and Freedom, viết tắt là WILPF). Liên đoàn chuyển trụ sở chính tới Genève để được gần trụ sở dự kiến của Hội Quốc Liên, mặc dù Liên đoàn đã không xác nhận việc trao quyền cho tổ chức này tiến hành các cuộc phong tỏa thực phẩm hoặc sử dụng áp lực quân sự để buộc thi hành nghị quyết của mình.
Hai nhà lãnh đạo Liên đoàn đã nhận được giải Nobel Hòa bình cho các nỗ lực hòa bình của họ cùng triển vọng quốc tế và việc làm ở Liên đoàn Phụ nữ Quốc tế vì Hòa bình và Tự do, đó là Jane Addams năm 1931 và Emily Greene Balch năm 1946.

## Liên đoàn Phụ nữ Quốc tế vì Hòa bình và Tự do và Liên Hợp Quốc
Liên đoàn Phụ nữ Quốc tế vì Hòa bình và Tự do đã có cương vị tư vấn (loại B) ở Hội đồng Kinh tế và Xã hội Liên Hợp Quốc từ năm 1948 và có các quan hệ tư vấn đặc biệt với UNESCO cùng Hội nghị Liên Hợp Quốc về Thương mại và Phát triển (UNCTAD), cũng như các quan hệ đặc biệt với các Tổ chức Lao động Quốc tế (ILO), Tổ chức Lương thực và Nông nghiệp Liên Hợp Quốc (FAO), Quỹ Nhi đồng Liên Hợp Quốc (UNICEF) và các tổ chức cùng các cơ quan khác. Liên đoàn đã ủng hộ và vận động hành lang cho việc dân chủ hóa Liên Hợp Quốc, Hội đồng Bảo an Liên Hợp Quốc và mọi cơ quan, tổ chức khác của LHQ, giám sát các hoạt động của Hội đồng Bảo an và Đại hội đồng Liên Hợp Quốc, hoạt động để thúc đẩy các cải cách, phản đối việc tư nhân hóa và tập đoàn hóa LHQ, đặc biệt là hợp đồng toàn cầu với các tập đoàn; và ủng hộ việc bãi bỏ quyền phủ quyết của Hội đồng Bảo an Liên Hợp Quốc.

## Phụ nữ Hòa bình
"Phụ nữ hòa bình" (PeaceWomen) là một dự án của Liên đoàn Phụ nữ Quốc tế vì Hòa bình và Tự do, do Văn phòng của họ tại Liên Hợp Quốc ở thành phố New York đảm trách. Nhiệm vụ của dự án được mô tả trên trang web của nó như sau:
 Dự án "Phụ nữ Hòa bình" làm thăng tiến vai trò của các phụ nữ trong việc ngăn ngừa xung đột, cùng sự tham gia đầy đủ và bình đẳng của phụ nữ trong mọi nỗ lực để tạo ra và duy trì hòa bình và an ninh quốc tế. Dự án này tạo điều kiện giám sát hệ thống LHQ, chia sẻ thông tin và tạo điều kiện cho cuộc đối thoại có ý nghĩa đối với tác động tích cực đến cuộc sống của phụ nữ trong các môi trường xung đột và sau xung đột. 
Việc làm của "Phụ nữ Hòa bình" tập trung vào 6 lĩnh vực hoạt động cốt lõi để xúc tiến nhiệm vụ của mình:
- giám sát việc Hội đồng Bảo an Liên Hiệp quốc thực hiện Nghị quyết 1325 của Hội đồng Bảo an Liên Hợp Quốc
- cung cấp một nguồn thông tin trực tuyến toàn diện về phụ nữ, hòa bình và an ninh tại www.peacewomen.org
- giám sát việc hệ thống Liên hiệp quốc thi hành Nghị quyết 1325 của Hội đồng Bảo an Liên Hợp Quốc
- ủng hộ việc thực hiện nhanh chóng và đầy đủ Nghị quyết 1325 của Hội đồng Bảo an Liên Hợp Quốc và các Nghị quyết liên quan
- quản lý sáng kiến dịch thuật và phổ biến các vấn đề liên quan đến phụ nữ, hòa bình và an ninh.